# Crkva Gospe od Zvonika u Splitu
Crkva Gospe od Zvonika je crkva u Splitu, na adresi Bajamontijeva 1.

## Opis
Građena je kroz više razdoblja, od 6. do 11. stoljeća. Crkvica je podignuta u 6. st. u stražarskom hodniku iznad Željeznih vrata Dioklecijanove palače, prvotno posvećena sv. Teodoru. U 11. st. unutrašnjost je podijeljena u tri traveja presvođena križnim svodom, a nad središnjim je travejem podignut ranoromanički zvonik, najstariji sačuvani na hrvatskoj obali Jadrana. Iz istog su razdoblja ulomci oltarne pregrade s natpisom koji spominje gradskoga priora Firmina i njegovu prvu i drugu ženu, Magi i Bitu, kao donatore. Ikona Gospe od zvonika iz 13. st. po kojoj je crkva dobila današnje ime, čuva se u riznici splitske katedrale. Do crkvice vode visoke vanjske stube kojima su se penjale Splićanke zavjetujući se pred porod. Danas nema vjersku namjenu.

## Zaštita
Pod oznakom Z-3863 zavedena je kao nepokretno kulturno dobro - pojedinačno, pravna statusa zaštićena kulturnog dobra, klasificiranog kao sakralna graditeljska baština.

## Vanjske poveznice
|  | Zajednički poslužitelj ima još gradiva o temi Crkva Gospe od Zvonika u Splitu |